# Satana likujuščij
Satana likujuščij (Сатана ликующий: Satana trionfante) è un film del 1917, diretto da Jakov Aleksandrovič Protazanov.

## Trama

### Prima parte
Tal'noks, l'austero sacerdote di un villaggio russo, abita insieme ad Esfir', la sorella della sua defunta moglie, ed al marito di lei, il pittore Pavel. In una notte temporalesca, un viandante perduto, vittima di una storta chiede accoglienza nella loro casa, dove si trattiene per qualche tempo, in attesa di guarire. L'ospite si fa notare per i propri modi spregiudicati, e, soprattutto, per il particolare brano musicale che suona sull'harmonium di famiglia.
Il viandante si eclissa, e Tal'noks, in preda ai dubbi di coscienza che lo fanno errare dalla retta via, riconosce in lui nient'altri che Satana. Il sacerdote scopre un ritratto molto somigliante dell'ospite da un antiquario, che peraltro gli assicura essere stato eseguito duecento anni prima, e finisce col rubarlo, sovrapponendo la tela alla Natività che campeggia sul muro del soggiorno.
Da allora il male avrà fatto ingresso nella dimora: Tal'noks e Esfir' iniziano una relazione illecita, mentre Pavel, che stava affrescando la chiesa, muore cadendo dalle impalcature, nel crollo delle quali trova la morte anche il sacerdote. Esfir', incinta, lascia il paese.

### Seconda parte
Diversi anni dopo Esfir' si è rifatta una vita, anche discretamente facoltosa, in un'altra città, e Sandro, il figlio suo e del defunto Tal'noks, è un giovane pianista di talento. La donna ripensa spesso al suo passato ormai lontano, e alla strana visita del viandante, quando un giorno, in compagnia dell'amico banchiere Michaelis, scopre con orrore in una galleria d'arte lo stesso ritratto di Satana di tempo addietro.
Sandro, dal canto suo, è un ragazzo positivo, senza ombra di inclinazioni malvagie, almeno fino a quando non s'imbatte in alcuni spartiti contenenti il brano musicale che il maligno stesso aveva suonato prima del suo concepimento; e si mette ad eseguire sovente quella musica – è il caso di dirlo, indiavolata -, a dispetto della madre. Da allora Satana ricompare, ad insaputa di Esfir', e stringe amicizia con Sandro, senza che quest'ultimo immagini la sua reale identità. I due si mettono a compiere azioni riprovevoli: scommesse, gioco d'azzardo, notti brave in compagnia di donne dal comportamento equivoco. Sandro giunge a dichiarare, per pura scommessa con Satana, di poter sedurre entro una settimana Inga, la figlia di Michaelis.
Le cose paiono mettersi per il meglio solo dopo che Esfir', penetrata nella galleria d'arte, darà fuoco al ritratto del diavolo: Sandro ed Inge si uniscono.

## Accoglienza
Fra il 1917 e il 1918 appare sugli schermi cinematografici russi una serie di film su Satana o sui suoi accoliti (come I corvi neri di Buč-Tomaševskij nel 1917; Chi mente a Dio del 1917 e Begunen del 1918 di Aleksandr Čargonin, nonché Le colombe bianche, sempre del 1018, di Nikolaj Malikov. Secondo Natal'ja Nusinova tali film, nel venire meno della censura zarista, si situano a metà strada fra l'ateismo tradizionale dei ceti intellettuali e la ripresa del misticismo.
D'ispirazione simbolista, Satana likujuščij sviluppa la tematica del Bene e del Male attraverso il gioco del riflesso, motivo ereditato da Il Cristo e l'Anticristo dello scrittore Dmitrij Merežkovskij: riflesso di Satana quando Tal'noks si guarda allo specchio, rispecchiamento fra la prima e la seconda parte del film, e del padre nel figlio (ruoli interpretati dallo stesso attore).